# Фудбалска репрезентација Југославије 1930.
Фудбалска репрезентација Југославије је 1930. године одиграла највише утакмица у једној сезони од свог оснивања. Одиграла је 3 утакмице на првом Светском првенству, 2 у Балканском купу једну у Купу пријатељских земаља и 3 пријатељске.
На Светском првенству репрезентација је играла састављена од играча из београдских клубова Југославије, БСК-а и БАСКа, као и двојице играча из француског клуба Сетеа због тога што су фудбалски подсавези Загреба, Сплита, Сарајева и Суботице бојкотовали одлазак у Уругвај. Одигране су две утакмице у групи у који је освојила прво место победама над репрезентацијама Бразила и Боливије. У полуфиналу је катастрофално изгубила, од победника светског првенства Уругваја 6:1. Први гол на светским првенствима за Југославију постигао је у првој утакмици против Бразила Александар Тирнанић у 21 минуту игре.
У првој сезони новог такмичења Балканском купу побеђене су Грчка и Бугарска, а у Купу пријатељских земаља Румунија. Код пријатељских утакмица однос је био по једна победа, пораз и нерешена утакмица.
Биланс је био пет победа и три пораза а један сусрет је завршио нерешено са гол-разликом која је била позитивна за седам голова, што је најбољи коначан успех до тада. Благоје Марјановић је први репрезентативац који је за репрезентацију постигао укупно више од 10 погодака.
У репрезентацији је играло 38 фудбалера од којих су седамнаесторица били дебитанти.

## Резултати
| #   | Датум        | Противник | Резултат  | Стрелци | Стадион, Место                       | Глед.  | Судија                             | Састав | Врста | Извор                                      |
| --- | ------------ | --------- | --------- | --- | ------------------------------------ | ------ | ---------------------------------- | --- | ----- | ------------------------------------------ |
| 33. | 26.01.       | Грчка     | 1:2 (1:0) | 1:0 Вујадиновић 18‘ (1) 1:1 Ј. Андријанопулос 50‘, 1:2 Д. Андријанопулос 54‘                                                                            | Стадион Панатинаикоса Атина          | 20.000 | Никола Досев Бугарска              | Михалчић (Гра. 13/0), Ивковић (Југ. 20/0), Петровић (Југ. 3/0), Брана Димитријевић (Југ. 2/0) (БСК 13/7), Агић (ХАШК 1/0), Вујадиновић (БСК 2/1), Хрњичек (Југ. 3/0) Селектор:Др. Анте Пандаковић (19) | БК    | [ мртва веза ]                             |
| 34. | 13.04.       | Бугарска  | 6:1 (2:1) | 1:0 Вујадиновић 2‘ (2) 2:0 Марјановић 22‘ (8), 2:1 Пешев 27‘, 3:1 Тирнанић 57‘ (1), 4:1 Марјановић 80‘ (9), 5:1 Вујадиновић 81‘ (3) 6:1 Хрњачек 89‘ (1) | Стадион БСК-а Београд                | 8.000  | Шандор Биро Мађарска               | Јакшић (БАСК 1/0), Ивковић (БАСК 21/0), Белеслин (САНД 7/1), Арсенијевић (БСК 15/0), Лончаревић (Југ. 2/0), Ђокић (Југ. 1/0), Тирнанић (БСК 3/1), Марјановић (БСК 14/9), Лубурић (Југ. 5/1), Вујадиновић (БСК 3/3), Хрњичек (Југ. 4/1) Селектор:Бошко Симоновић (1)                                                      | ПУ    | [ мртва веза ]                             |
| 35. | 4.05.        | Румунија  | 2:1 (2:0) | 1:0 Премерл 12‘ (1) 2:0 А. Боначић 34‘ (2), 2:1 Десу 57‘,                                                                                               | Стадион ФК Југславија Београд        | 8.000  | Шандор Биро Мађарска               | Михалчић (Гра. 14/0), Ивковић (БАСК 22/0), Белеслин (САНД 8/1), Арсенијевић (БСК 16/0), Премерл (Кон. 16/1), Ђокић (Југ. 2/0), Тирнанић (БСК 4/1), Марјановић (БСК 15/9), Лубурић (Југ. 6/1), А. Боначић (Хај. 3/3), Крагић (Хај. 1/0) Селектор:Бошко Симоновић (2)                                                      | КПЗ   | [ мртва веза ]                             |
| 36. | 15.06.       | Бугарска  | 2:2 (0:1) | 0:1 Стојанов 16‘ 0:2 Стајков 53‘ 1:2 Тирнанић 55‘ (2), 2:2 Најдановић 83‘ (1)                                                                           | Стадион Левски Софија                | 15.000 | Ладислав Степановски Чехословачка  | Јакшић (БАСК 2/0), Ивковић (БАСК 23/0), Лукић (БАСК 1/0), Ранојевић (БАСК 1/0), Јовановић (БСК 1/0), Маринковић (БСК 3/0), Михајловић (БСК 1/0), Тирнанић (БСК 5/2), Добријевић (Југ. 1/0), Вујадиновић (БСК 4/3), Живковић (БСК 1/0) (Славко Милошевић Југ. 46‘ 1/0), Најдановић (БСК 3/1) Селектор:Бошко Симоновић (3) | ПУ    | [ мртва веза ]                             |
| 37. | 14.07. 12,45 | Бразил    | 2:1 (2:0) | 1:0 Тирнанић 21‘ (3) 2:0 Бек 30‘ (1) 2:1 Preguinho 62‘                                                                                                  | Стадион Гран Парк Сентрал Монтевидео | 5.000  | Анибај Тејада Уругвај              | Јакшић (БАСК 3/0), Ивковић (БАСК 24/0), Михајловић (БСК 2/0), Арсенијевић (БСК 17/0), Стефановић (Сет. ФРА 1/0), Ђокић (Југ. 3/0), Тирнанић (БСК 6/3), Марјановић (БСК 16/9), Бек (Сет. ФРА 3/1), Вујадиновић (БСК 5/3), Секулић (Југ. 4/0) Селектор:Бошко Симоновић (4)                                                 | СП    | Архивирано на веб-сајту (17. октобар 2013) |
| 38. | 17.07. 14,45 | Боливија  | 4:0 (0:0) | 1:0 Бек 60‘ (4) 2:0 Марјановић 65‘ (10) 3:0 Бек 67‘ (5), 4:0 Вујадиновић 85‘ (6)                                                                        | Стадион Гран Парк Сентрал Монтевидео | 800    | Франсиско Матеучи Мексико          | Јакшић (БАСК 4/0), Ивковић (БАСК 24/0), Михајловић (БСК 3/0), Арсенијевић (БСК 18/0), Стефановић (Сет. ФРА 2/0), Ђокић (Југ. 4/0), Тирнанић (БСК 7/3), Марјановић (БСК 17/10), Бек (Сет. ФРА 4/3), Вујадиновић (БСК 6/4), Најдановић (БСК 4/1) Селектор:Бошко Симоновић (5)                                              | СП    | Архивирано на веб-сајту (17. октобар 2013) |
| 39. | 27.07. 12,45 | Уругвај   | 6:1 (3:1) | 0:1 Вујадиновић 4‘ (5) 1:1 Сеа 18‘ 2:1 Анселмо 20‘, 3:1 Анселмо 31‘, 4:1 Ириарте 61‘ 5:1 Сеа 67‘, 6:1 Сеа 72‘                                           | Стадион Сентенарио Монтевидео        | 93.000 | Gilberto de Almeida Rego Бразил    | Јакшић (БАСК 5/0), Ивковић (БАСК 25/0), Михајловић (БСК 4/0), Арсенијевић (БСК 19/0), Стефановић (Сет. ФРА 3/0), Ђокић (Југ. 5/0), Тирнанић (БСК 8/3), Марјановић (БСК 18/10), Бек (Сет. ФРА 5/3), Вујадиновић (БСК 7/5), Секулић (Југ. 5/0) Селектор:Бошко Симоновић (6)                                                | СП    | Архивирано на веб-сајту (20. април 2010)   |
| 40. | 3.08.        | Аргентина | 1:3 (1:3) | 0:1 Спонда 4‘ 0:2 Трулиљо 21‘ 0:3 Трулиљо 30‘, 1:3 Марјановић 42‘ (11)                                                                                  | Стадион Алвеар и Тагле Буенос Ајрес  | 30.000 | Gilberto de Almeida Rego Аргентина | Јакшић (БАСК 6/0), Тошић (БСК 1/0), Спасојевић (Југ. 2/0), Арсенијевић (БСК 20/0), Стефановић (Сет. ФРА 4/0), Ђокић (Југ. 6/0), Тирнанић (БСК 9/3), Марјановић (БСК 19/11), Бек (Сет. ФРА 6/3), Вујадиновић (БСК 8/5), Хрњичек (Југ. 5/1) Селектор:Бошко Симоновић (7)                                                   | ПУ    | [ мртва веза ]                             |
| 41. | 16.11.       | Бугарска  | 3:0 (2:0) | 1:0 Лемешић 7‘ (2) 2:0 Марјановић 27‘ (12) 3:0 Праунсбергер 78‘ (1)                                                                                     | Стадион ФК Славија Софија            | 15.000 | Апостолос Николадис Грчка          | Михалчић (Гра. 15/0), Ивковић (БАСК 26/0), Микачић (Хај. 1/0), Арсенијевић (БСК 21/0), Премерл (Кон. 17/1), Марушић (Хај. 1/0), Тирнанић (БСК 10/3), Марјановић (БСК 20/12), Лемешић (Хај. 2/2), Павелић (Кон. 5/1), Праунсбергер (Кон. 1/1) Селектор:Бошко Симоновић (8)                                                | БК    | [ мртва веза ]                             |

### Биланс репрезентације у 1930 год
| Година | Играла | Добила | Нерешено | Изгубила | Голова дала | Голова примила | Гол-разлика |
| ------ | ------ | ------ | -------- | -------- | ----------- | -------------- | ----------- |
| 1930   | 9      | 5      | 1        | 3        | 22          | 15             | +7          |

### Укупан биланс репрезентације 1920 — 1930 год
| Година  | Играла | Добила | Нерешено | Изгубила | Голова дала | Голова примила | Гол-разлика |
| ------- | ------ | ------ | -------- | -------- | ----------- | -------------- | ----------- |
| 1930    | 9      | 5      | 1        | 3        | 22          | 15             | +7          |
| 1920-29 | 32     | 10     | 3        | 19       | 56          | 99             | -43         |
| Укупно  | 41     | 15     | 4        | 22       | 78          | 114            | -36         |

### Играли 1930
| ред. бр | Име                    | Клуб        | Играо 1930. | Укупно играо | Голови 1930. | Укупно голова |
| ------- | ---------------------- | ----------- | ----------- | ------------ | ------------ | ------------- |
| 1.      | Александар Тирнанић    | БСК         | 9           | 10           | 3            | 3             |
| 2.      | Благоје Марјановић     | БСК         | 8           | 20           | 5            | 12            |
| 3.      | Милутин Ивковић        | БАСК        | 7           | 26           | 0            | 0             |
| 3.      | Милорад Арсенијевић    | БСК         | 7           | 21           | 0            | 0             |
| 3.      | Ђорђе Вујадиновић      | БСК         | 7           | 8            | 5            | 5             |
| 6.      | Милован Јакшић         | БАСК        | 6           | 6            | 0            | 0             |
| 6.      | Момчило Ђокић          | Југославија | 6           | 6            | 0            | 0             |
| 8       | Драгослав Михајловић   | БСК         | 4           | 4            | 0            | 0             |
| 8       | Љубиша Стефановић      | Сет. ФРА    | 4           | 4            | 0            | 0             |
| 8       | Иван Бек               | Сет. ФРА    | 4           | 6            | 3            | 3             |
| 11.     | Максимилијан Михалчић  | Грађански   | 3           | 15           | 0            | 0             |
| 11.     | Бранислав Хрњичек      | БАСК        | 3           | 5            | 1            | 1             |
| 13.     | Петар Лончаревић       | Југославија | 2           | 2            | 0            | 0             |
| 13.     | Драгутин Најдановић    | БСК         | 2           | 4            | 1            | 1             |
| 13.     | Милош Белеслин         | САНД        | 2           | 8            | 0            | 1             |
| 13.     | Данијел Премерл        | ХАШК        | 2           | 17           | 1            | 1             |
| 13.     | Стеван Лубурић         | Југославија | 2           | 6            | 0            | 1             |
| 13.     | Бранислав Секулић      | Југославија | 2           | 5            | 0            | 0             |
| 19.     | Бранко Петровић        | Југославија | 1           | 3            | 0            | 0             |
| 19.     | Бранислав Димитријевић | Југославија | 1           | 2            | 0            | 0             |
| 19.     | Лео Лемешић            | Хајдук      | 1           | 2            | 1            | 2             |
| 19.     | Бранко Кунст           | ХАШК        | 1           | 7            | 0            | 0             |
| 19.     | Ђука Агић              | ХАШК        | 1           | 1            | 0            | 0             |
| 19.     | Владимир Крагић        | Хајдук      | 1           | 1            | 0            | 0             |
| 19.     | Мирослав Лукић         | БАСК        | 1           | 1            | 0            | 0             |
| 19.     | Миодраг Ранојевић      | БАСК        | 1           | 1            | 0            | 0             |
| 19.     | Антун Боначић          | Хајдук      | 1           | 6            | 1            | 2             |
| 19.     | Миодраг Јовановић      | БСК         | 1           | 1            | 0            | 0             |
| 19.     | Сава Маринковић        | БСК         | 1           | 3            | 0            | 0             |
| 19.     | Рудолф Добријевић      | Југославија | 1           | 1            | 0            | 0             |
| 19.     | Марко Микачић          | Хајдук      | 1           | 1            | 0            | 0             |
| 19.     | Јован Живковић         | БСК         | 1           | 1            | 0            | 0             |
| 19.     | Теофило Спасојевић     | Југославија | 1           | 2            | 0            | 0             |
| 19.     | Драган Тошић           | БСК         | 1           | 1            | 0            | 0             |
| 19.     | Славко Милошевић       | БСК         | 1           | 1            | 0            | 0             |
| 19.     | Анђелко Марушић        | Хајдук      | 1           | 1            | 0            | 0             |
| 19.     | Иван Павелић           | Конкордија  | 1           | 5            | 0            | 1             |
| 19.     | Борис Праунсбергер     | Конкордија  | 1           | 1            | 1            | 1             |

### Највише одиграних утакмица 1920 — 1930
| ред. бр | Име                   | Клуб      | Играо 1930. | Укупно играо | Голови 1930. | Укупно голова |
| ------- | --------------------- | --------- | ----------- | ------------ | ------------ | ------------- |
| 1.      | Милутин Ивковић       | БАСК      | 7           | 26           | 0            | 0             |
| 2.      | Милорад Арсенијевић   | БСК       | 7           | 21           | 0            | 0             |
| 3.      | Благоје Марјановић    | БСК       | 8           | 20           | 5            | 12            |
| 4.      | Данијел Премерл       | ХАШК      | 2           | 17           | 1            | 1             |
| 5.      | Максимилијан Михалчић | Грађански | 3           | 15           | 0            | 0             |
| 6.      | Емил Першка           | Грађански | 0           | 14           | 0            | 2             |
| 7.      | Стјепан Врбанчић      | ХАШК      | 0           | 12           | 0            | 0             |
| 8.      | Еуген Дасовић         | ХАШК      | 0           | 10           | 0            | 0             |
| 8.      | Фрањо Гилер           | Грађански | 2           | 10           | 0            | 3             |
| 8.      | Александар Тирнанић   | БСК       | 9           | 10           | 3            | 3             |

### Листа стрелаца 1930
| Пласман | Име                 | Клуб        | Играо 1930. | Укупно играо | Голови 1930. | Укупно голова |
| ------- | ------------------- | ----------- | ----------- | ------------ | ------------ | ------------- |
| 1.      | Благоје Марјановић  | БСК         | 8           | 20           | 5            | 12            |
| 2.      | Ђорђе Вујадиновић   | БСК         | 7           | 8            | 5            | 5             |
| 3.      | Александар Тирнанић | БСК         | 9           | 10           | 3            | 3             |
| 3.      | Иван Бек            | Сет. ФРА    | 4           | 6            | 3            | 3             |
| 5.      | Лео Лемешић         | Хајдук      | 1           | 2            | 1            | 2             |
| 5.      | Данијел Премерл     | ХАШК        | 2           | 17           | 1            | 1             |
| 5.      | Бранислав Хрњичек   | Југославија | 3           | 5            | 1            | 1             |
| 5.      | Драгутин Најдановић | БСК         | 2           | 4            | 1            | 1             |
| 5.      | Антун Боначић       | Хајдук      | 1           | 6            | 1            | 2             |
| 5.      | Борис Праунсбергер  | Конкордија  | 1           | 1            | 1            | 1             |

### Листа стрелаца 1920 — 1930
| Пласман | Име                 | Клуб        | Играо 1930. | Укупно играо | Голови 1930. | Укупно голова |
| ------- | ------------------- | ----------- | ----------- | ------------ | ------------ | ------------- |
| 1.      | Благоје Марјановић  | БСК         | 8           | 20           | 5            | 12            |
| 2.      | Иван Хитрец         | ХАШК        | 0           | 4            | 0            | 5             |
| 2.      | Ђорђе Вујадиновић   | БСК         | 7           | 8            | 5            | 5             |
| 4.      | Бранко Зинаја       | ХАШК        | 0           | 6            | 0            | 4             |
| 4.      | Драган Јовановић    | Југославија | 0           | 8            | 0            | 4             |
| 6.      | Владимир Винек      | Конкордија  | 0           | 6            | 0            | 3             |
| 6.      | Славин Циндрић      | Конкордија  | 0           | 5            | 0            | 3             |
| 6.      | Мирко Боначић       | Хајдук      | 0           | 6            | 0            | 3             |
| 6.      | Фрањо Гилер         | Грађански   | 0           | 10           | 0            | 3             |
| 6.      | Александар Тирнанић | БСК         | 9           | 10           | 3            | 3             |
| 6.      | Иван Бек            | Сет. ФРА    | 4           | 6            | 3            | 3             |
| 12.     | Душан Петковић      | Југославија | 0           | 8            | 0            | 2             |
| 12.     | Геза Шарас Абрахам  | Грађански   | 0           | 2            | 0            | 2             |
| 12.     | Адолф Перцл         | Конкордија  | 0           | 2            | 0            | 2             |
| 12.     | Емил Першка         | Грађански   | 0           | 14           | 0            | 2             |
| 12.     | Драгутин Бабић      | Грађански   | 0           | 8            | 0            | 2             |
| 12.     | Кузман Сотировић    | БСК         | 0           | 3            | 0            | 2             |
| 12.     | Љубо Бенчић         | Хајдук      | 0           | 5            | 0            | 2             |
| 12.     | Владимир Лајнерт    | ХАШК        | 0           | 5            | 0            | 2             |
| 12.     | Антун Боначић       | Хајдук      | 1           | 7            | 1            | 2             |
| 12.     | Лео Лемешић         | Хајдук      | 1           | 2            | 1            | 2             |
| 22.     | Артур Дубравчић     | Конкордија  | 0           | 9            | 0            | 1             |
| 22.     | Јован Ружић         | Југославија | 0           | 2            | 0            | 1             |
| 22.     | Јарослав Шифер      | Грађански   | 0           | 6            | 0            | 1             |
| 22.     | Стеван Лубурић      | Југославија | 2           | 6            | 0            | 1             |
| 22.     | Милош Белеслин      | БСК         | 2           | 8            | 0            | 1             |
| 22.     | Данијел Премерл     | ХАШК        | 2           | 17           | 1            | 1             |
| 22.     | Бранислав Хрњичек   | Југославија | 3           | 5            | 1            | 1             |
| 22.     | Иван Павелић        | Конкордија  | 1           | 5            | 0            | 1             |
| 22.     | Борис Праунсбергер  | Конкордија  | 1           | 1            | 1            | 1             |
| 22.     | Драгутин Најдановић | БСК         | 2           | 4            | 1            | 1             |
|         | Укупно (31)         |             |             |              | 22           | 78            |